# 阿奇博尔德·孟雅斯

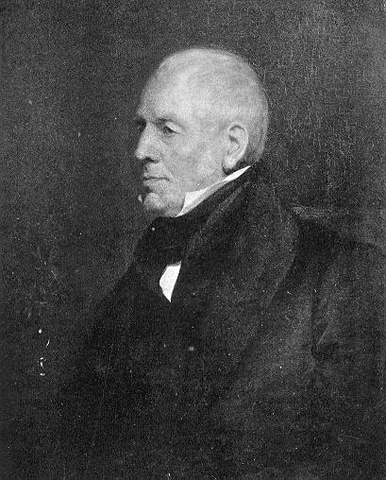

阿奇博尔德·孟雅斯（英語：Archibald Menzies，i/ˈmɪŋɪs/ MING-iss）（1754年3月15日—1842年2月15日）是英国苏格兰植物学家和医生。 

## 生平
他出生于苏格兰佩斯郡威姆村一直和他的哥哥在爱丁堡皇家植物园工作，受到爱丁堡大学的教授赏识，鼓励他去学医，学后成为皇家海军的一位外科助理医师，曾参加过桑特海峡战役，和平时期在加拿大的新斯科舍哈利法克斯站服役。
1786年，他被任命为“威尔士亲王”号军医，随舰绕过合恩角到北太平洋从事毛皮贸易，曾到达美国、中国和夏威夷，一路搜集许多植物标本。1789年回到英国，1790年，被选为伦敦林奈学会会员。
同年，他随“发现号”进行全球旅行探险， 1794年，在夏威夷过冬时，他攀登了冒纳罗亚火山最高峰，他在夏威夷留下了从南非带来的柑橘种子。
1795年，在和智利总督一起进餐时，要了一些智利南洋杉的种子，他在船上培育，到回英国时已经成活了5棵。
探险结束后，他在西印度群岛海军服役，1799年，获得阿伯丁大学医学博士学位，退役后，在伦敦诺丁山做外科医生，并成为伦敦林奈学会理事长。他在伦敦去世，没有子女。

## 命名
有些植物是以他的名字命名的，如璎珞杜鹃花属（Menziesia），北美黄杉（Pseudotsuga menziesii），杜鹃花科最大的植物草莓树（Arbutus menziesii ）等。